# كينغسوفت
كينغسوفت (بالإنجليزية: Kingsoft)‏، هي شركة برمجيات صينية. ولديها مراكز أبحاث وتطوير في بكين وتشنغدو وداليان، وزوهاي. الشركة ركزت تاريخياً على التطويرات في شبكة الإنترنت وأنظمة مايكروسوفت ويندوز. أيضا أنشأت شركة فرعية مستقله للإنترنت بالهواتف النقالة باسم (Cheetah Mobile) تعمل على منتجات برامج الحماية.

## وصلات خارجية
- الموقع الرسمي
- Pcworld.com